# 9012 Беннер
9012 Беннер (9012 Benner) — астероїд головного поясу, відкритий 26 жовтня 1984 року.
Тіссеранів параметр щодо Юпітера — 3,217.